# 電気通信施工管理技士
電気通信工事施工管理技士（でんきつうしんこうじせこうかんりぎし）は、日本の施工管理技士国家資格のうちの1つ。国土交通省管轄。
国家試験は2019年度より一般財団法人全国建設研修センターが実施する。
- 1級は年1回実施される。(一次が例年9月、二次が例年12月実施(二次受験者は今年度学科合格者・前年度学科合格者・特定の技術士二次試験合格後実務経験を満たしたもののみが受験できる。))
- 2級は年2回実施される。(第1回一次試験は例年6月実施、二次試験及び第2回一次試験は11月に実施される)

## 概要
1級と2級に分かれ、電気通信工事において、主任技術者として施工計画を作成し、現場における工程管理、安全管理など工事施工に必要な技術上の管理などを行う。
- 1級または2級電気通信工事施工管理技士は、マンション維持修繕技術者試験の受験資格が得られる。

## 種類
- 1級
- 2級

## 試験科目
- 一次と二次がある